# 저작인접권
저작인접권은 가수나 연주자가 저작권 대신 가지는 권리다.
이것은 "저자 권리"라는 용어와 반대되는 의미로 사용된다. 저작입전권(Neighboring rights)이라는 용어는 원래 프랑스어 droits voisins를 문자 그대로 번역한 것이다. 저자 권리와 관련 권리는 모두 영국 또는 미국 법률의 의미에서 저작권이다.
관련 권리는 저작자의 권리보다 국가마다 범위가 훨씬 더 다양하다. 실연자, 음반 제작자 및 방송 기관의 권리는 확실히 보장되며 1961년에 서명된 실연자, 음반 제작자 및 방송 기관 보호를 위한 로마 협약에 의해 국제적으로 보호된다.
유럽 연합 내에서 영화 제작자(감독과 반대) 및 데이터베이스 제작자의 권리도 저작인접권으로 보호되며, 때때로 이 용어는 반도체 토폴로지 및 기타 산업 디자인 권리에 대한 독자적인 권리를 포함하도록 확장된다. 실질적인 정의는 저작인접권이 베른협약에서 다루지 않는 저작권형 권리라는 것이다.